# Little Things (canción)
«Little Things» es el segundo sencillo de la banda británica de rock alternativo Bush en su primer álbum Sixteen Stone. Fue lanzada en 30 de mayo de 1995.
Es parte de la banda sonora de la película "Dude, Where's My Car?".

## Video musical
El video fue filmado a lo largo de enero y febrero de 1995 en una antigua mansión en el estado de Nueva York, Long Island, Nueva York, Los Ángeles, y al estudio de la banda. El video fue dirigido por Matt Mahurin que también dirigió el video anterior "Everything Zen"
.

## Sencillo
- AUS CD sencillo
  1. «Little Things» - 4:25
  2. «Swim» [En vivo] - 6:39
  3. «X-Girlfriend» - 0:47

## Posiciones
| Lista (1995)                          | Posición |
| ------------------------------------- | -------- |
| Canadian RPM Alternative 30           | 2        |
| UK Singles Chart                      | 184      |
| U.S. Billboard Hot 100 Airplay        | 46       |
| U.S. Billboard Modern Rock Tracks     | 4        |
| U.S. Billboard Mainstream Rock Tracks | 6        |